# Хехфрешен
Хехфрешен (њем. Höhfröschen) општина је у њемачкој савезној држави Рајна-Палатинат. Једно је од 84 општинска средишта округа Југозападни Палатинат. Према процјени из 2010. у општини је живјело 934 становника. Посједује регионалну шифру (AGS) 7340024.

## Географски и демографски подаци
Хехфрешен се налази у савезној држави Рајна-Палатинат у округу Југозападни Палатинат. Општина се налази на надморској висини од 344 метра. Површина општине износи 4,2 km². У самом мјесту је, према процјени из 2010. године, живјело 934 становника. Просјечна густина становништва износи 224 становника/km².